# John B. McKay
Pour les articles homonymes, voir John McKay et McKay.
John Barron McKay dit Jack est un pilote d'essais américain de X-15 né le 8 décembre 1922 et décédé le 27 avril 1975 qui a effectué une trentaine de vols à bord du X-15 en dépassant les 90 km d'altitude.

## Formation
Né le 8 décembre 1922 à Portsmouth, en Virginie, il est le fils de Milton Barron McKay (1895-1974) et Wilhelmina Emaline McKay (née Dearing; 1885-1970). Durant la Seconde Guerre mondiale il sert comme pilote de chasse dans l'aéronavale sur le théâtre du Pacifique à bord du porte-avions Hornet. Après la guerre, il reprend ses études et sort diplômé du Virginia Polytechnic Institute en 1950 avec une licence en sciences. Il se marie et a huit enfants.

## Pilote d'essai

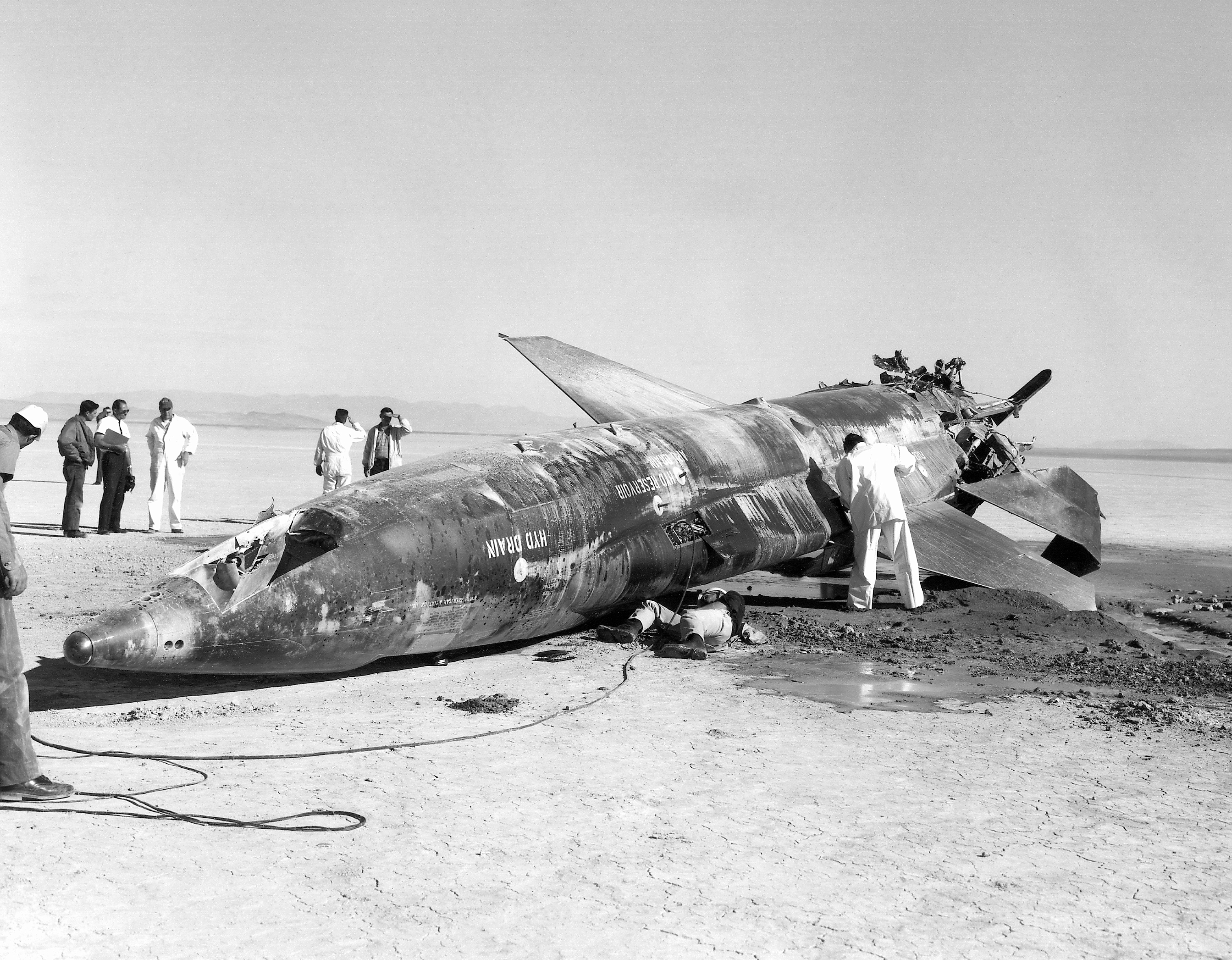
Le X-15 de McKay à la suite de son atterrissage en catastrophe de 1962 au cours duquel il est blessé.

McKay travaille par la suite à l'institut de recherche aéronautique, le NACA, puis dans l'organisation qui lui succède, la NASA , du 8 février 1951 au 5 octobre 1971. Il commence dans les bureaux puis devient pilote d'essais à compter du 11 juillet 1952 en étant affecté aux programmes de recherche sur les vols à grande vitesse. En plus du X-15, il pilote des avions expérimentaux comme le D-558-1, D-558-2, X-lB et le X-lE. Il participe également à des programmes de recherche sur les chasseurs F-100, F-102 , F-104 et le F-107. En 1958, McKay est sélectionné pour devenir astronaute dans le cadre du programme de l'Armée de l'Air américaine Man In Space Soonest, mais la création de la NASA met fin au programme. Il est l'un des premiers pilotes recrutés pour piloter l'avion fusée X-15 sur lequel il effectue 29 vols. 
Le 9 novembre 1962 à la suite du mauvais fonctionnement de son moteur, McKay se voit contraint d'effectuer un atterrissage d'urgence sur le lac Mud près de la base Edwards. L'atterrissage se passe mal, le train d'atterrissage cède et il est blessé. Il vole par la suite plusieurs fois sur X-15 mais il souffre du dos. Il prend sa retraite de la NASA pour raisons médicales en 1971.
John B. McKay décède le 27 avril 1975 à Lancaster, en Californie à l'âge de 52 ans. Les blessures reçues lors de son atterrissage en catastrophe sont en grande partie à l'origine de sa mort. McKay, qui était par ailleurs diabétique, s'était tourné vers l'alcool pour atténuer la douleur de ses blessures. Son foie endommagé a également contribué à sa mort.

## Records et contributions
Le 28 décembre 1965, il atteint avec son X-15 l'altitude de 90 km. Il devient l'un des 8 pilotes de X-15 ayant dépassé les 50 miles (un peu plus de 80 km), qui constitue la limite de l'espace selon la définition de l'Armée de l'Air américaine alors que la ligne de Kármán, limite officielle internationale de l'espace place cette limite à l'altitude de 100 km.
McKay a écrit plusieurs articles techniques, et a été membre de l'American Institute of Aeronautics and Astronautics ainsi que la Society of Experimental Test Pilots. Au titre de sa participation à la Seconde Guerre mondiale, il a reçu l'Air Medal avec deux feuilles de chêne, et une citation présidentielle.